# Peter Jungschläger
Peter Jungschläger est un footballeur néerlandais, né le 22 mai 1984 à Voorburg aux Pays-Bas. Il évolue actuellement au SVV Scheveningen comme milieu de terrain.

## Palmarès
De Graafschap
- Eerste divisie (D2)
  - Champion (1) : 2010